# Anan ben David
Pour les articles homonymes, voir David.
Anan ben David (hébreu : ענן בן דוד), (v. 715 - v. 795 ou 811 ?), est souvent considéré comme le fondateur du karaïsme (forme de judaïsme qui se sépara du judaïsme rabbinique par le rejet de la loi orale), ou au moins le fondateur d'un groupe central du mouvement karaïte, les « ananites », qui se rallièrent aux idées d'Anan ben David sur la Bible, la transmigration des âmes, les pratiques ascétiques, les rites de deuil, et l'attitude face à la médecine, etc.
Des Sages karaïtes ultérieurs furent fortement critiques envers sa personne et ses enseignements, ce qui a mené certains à penser qu'il n'a pas de part au karaïsme et que son mouvement, l'ananisme, s'y serait ultérieurement intégré. Cependant, la dynastie de Nessi'im qu'il fonda régna sur les karaïtes pendant six générations.

## Contexte historique
Dans la seconde moitié du VIIe siècle et la totalité du VIIIe, un bouillonnement intellectuel, généré par les conquêtes arabes et la collision de l'islam avec les anciennes croyances et cultures du monde, mena à l'émergence de nombreuses sectes, particulièrement en Perse, en Babylonie et en Syrie. Le judaïsme vit brièvement réemerger des tendances disparues comme le sadducéisme et l'essénisme dans une éphémère tentative de résurrection.
À cette époque, le pouvoir abbasside, dont le centre était situé à Damas, se transporta à Bagdad, un important centre rabbinique. Les gueonim, directeurs des académies talmudiques babyloniennes, se voyaient comme le dernier maillon dans la chaîne des Posqim (décisionnaires) de la tradition orale, et s'octroyaient l'exclusivité en matière d'exégèse biblique.
La tradition babylonienne étant ensuite transmise aux autres communautés juives de par le monde, la Torah ne se comprenait plus qu'en termes de Talmud babylonien et de codes gueoniques. Ceci suscita un ressentiment croissant à l'égard de Gueonim et la constitution de mouvements dissidents, généralement centrées sur des prétendants à la messianité, opposés au Talmud et à la loi orale, lui déniant tout caractère divin.
Ces groupuscules, parmi lesquels les Isawites, les Yudganites, les Shadganites, les Malakites, les Mishawaites, etc., n'étaient pas destinés à durer longtemps, et seraient sans doute revenus dans le giron du judaïsme pharisien sans l'intervention d'Anan ben David.

## Éléments biographiques
La vie d'Anan ben David est assez peu connue, et les seules sources qu'on en possède appartiennent à la tradition karaïte. Selon celle-ci, Anan est né en Perse en 715 EC, au sein d'une famille d'ascendance davidique (d'où son titre de Nassi). Il est réputé pour ses connaissances, dans la Loi écrite comme dans la Loi orale.
Vers 760 EC, à la mort de l'exilarque juif de Babylone (probablement Isaac Iskawi II), Josias (Hassan) fut élu comme successeur par les Gueonim, directeurs des académies babyloniennes et les notables. Ce choix fut entériné par le calife de Bagdad.
Selon la version karaïte des faits, Anan ben David se serait opposé au chef du grand tribunal rabbinique et à l'exilarque, commençant à critiquer la Torah orale et à ne s'en tenir qu'à la Torah écrite. Les rabbanites auraient alors décidé de le combattre, et auraient fait courir le bruit qu'il se rebellait contre le califat, un crime passible de mort.
Selon la version rabbanite des faits, Anan, frère de Haninaï, se trouvait en lice de succession pour ce poste hautement convoité à la mort de son oncle Salomon. Il aurait donc souhaité ce poste et non lutté contre lui. Dans son Sefer HaKabbala, écrit au XIIe siècle, soit 4 siècles après les faits par le Rav Abraham ibn Dawd, les Sages auprès desquels étudiait Anan ne l'appréciaient guère, sentant en lui de l'orgueil (peritsout) et un manque de crainte (de l'Éternel). C'est pourquoi ils lui auraient préféré son frère Haninaï pour le poste d'exilarque, et lui aurait en retour contesté cette décision et rassemblé des partisans issus de sectes sadducéennes. Puis, soutenu par eux, il se serait proclamé antiexilarque, ce qui aurait été considéré comme un acte de rébellion envers le calife par les autorités musulmanes et, venant d'un dhimmi, comme une offense capitale. Anan ben David aurait donc été promptement arrêté par les autorités un dimanche en 767, et jeté en prison dans l'attente de sa prochaine exécution, pour crime de trahison.
Anan aurait cependant trouvé son salut en la personne de son compagnon de geôle, Abu Hanifa Al-Nu'man Ibn Thabit, fondateur de l'école casuistique des hanafites. Celui-ci lui aurait conseillé de se présenter comme fondateur d'une nouvelle secte religieuse (c'est-à-dire un nouveau courant), ce qui lui permettrait de sortir indemne de l'épreuve. Il faudrait pour cela qu'Anan ben David interprète les passages ambigus de la Torah d'une manière non seulement innovante, mais opposée à l'exégèse traditionnelle, et en fasse montre en présence du calife. Il n'était pas inhabituel que le calife soit présent lors des exécutions, mais Anan devrait pour plus de sûreté demander à ses sectateurs de s'assurer la présence du calife. Ayant fait sa démonstration devant lui, Anan n'aurait plus à déclarer que sa religion était différente du judaïsme, dénommé rabbanite (ou rabbinique) car s'appuyant sur l'autorité des rabbanim, et ses partisans devraient entièrement s'accorder avec la nouvelle doctrine. Ce dernier point ne serait pas difficile à remplir : la structure du Talmud même réduisait toute opposition aux dimensions d'une controverse académique, et le ressentiment contre les rabbins allait grandissant.
C'est ainsi que, se produisant le vendredi suivant son arrestation en présence du calife Al-Mansûr, Anan ben David aurait obtenu la faveur du calife et la vie sauve.
Selon la tradition karaïte, Anan ben David lui aurait demandé et obtenu quelque temps plus tard l'autorisation de monter en terre d'Israël, de se fixer à Jérusalem et d'y construire une kenesa (« synagogue karaïte »), car les partisans de la Loi orale ne l'écoutaient pas et ne retournaient pas à la loi écrite. La kenesa qui porte son nom existe toujours et sert encore de lieu de prière. Elle est de ce fait considérée comme l'une des plus vieilles synagogues encore en usage. Il fonda également un important centre karaïte en Égypte.
Anan ben David est décédé en l'an 811 EC, à l'âge de 96 ans. Il est enterré en face du lieu de sépulture du prophète Zacharie, sur le mont Moriah à Jérusalem.

### Critiques historiques
Cependant, tous les chercheurs n'acceptent pas cette version.
Certains estiment que, du fait de leurs ressemblances, ces deux histoires pourraient avoir été forgées l'une en fonction de l'autre, sans refléter la moindre réalité historique. Leon Nemoy note que « Natronaï Gaon (qui vécut à l'endroit où Anan fut actif), 90 ans à peine après la sécession d'Anan, ne signale rien de son ascendance davidique, ni de la dispute pour le poste d'exilarque qui fut la cause invoquée de son apostasie », et l'hérésiologue karaïte Ya'acov Al-Qirqisani ne le mentionne pas davantage.
Une controverse partage également les chercheurs et les hakhamim, tant rabbanites que karaïtes quant à savoir si Anan a réellement fondé le judaïsme karaïte.
Selon la version officielle, il fut un maître religieux et politique rassemblant tous les opposants à la Torah orale, et créant le karaïsme pour purifier le judaïsme des traditions pharisiennes. Toutefois, lui-même était appelé Rabbenou par ses disciples, et Ya'acov Al-Qirqisani, un hakham karaïte du Xe siècle, estime que ceux-ci le suivaient en tout comme les rabbanites, voire que son exégèse était fortement « entachée » de rabbinisme.
Selon certains chercheurs modernes, il ne fonda que l'ananisme, qui différait sensiblement du karaïsme et ne le rejoint que dans les siècles qui suivirent. L'existence d'un groupe ananite particularisé en marge des autres courants du judaïsme est mentionnée tant par Al-Qirqisani, qui mentionne aussi les benjaminites) que par Messaoudi, un musulman ayant écrit à la même période. Une analyse de ces sources a récemment conduit à formuler l'hypothèse que la séparation entre l'ananisme et le judaïsme rabbanite n'eut pas lieu du temps d'Anan ben David (ils fréquentaient en effet les mêmes académies) mais de son arrière-petit-fils, Anan II.
D'autres soulignent toutefois que si Messaoudi décrit ananites et karaïtes comme deux groupes différents, ils partagent le même calendrier. Un lettré afghan, Albironi (973-1048) considérait les ananites comme un mouvement particulier de karaïtes.
Il semble en tout cas qu'Anan ben David ait donné aux opposants à la Loi orale deux bases qui leur avaient manqué jusque-là : la légitimité d'une ascendance davidique, et les outils pour l'étude menant à une critique construite d'un système autrement impénétrable. C'est grâce à cela qu'il put rassembler un groupe et passa dans le souvenir de nombreux karaïtes comme le ou l'un des fondateurs du courant.

## Le système d'Anan ben David
Anan se consacra au développement de sa nouvelle approche de la religion et de son nouveau code. Son Sefer ha-Mitzvot (« le livre des préceptes ») a été publié vers 770. Il a adopté beaucoup de principes et avis d'autres formes anti-rabbiniques de judaïsme qui avaient précédemment existé. Il aurait repris beaucoup aux anciens Sadducéens et Esséniens, dont certains souvenirs survivaient toujours, et dont les écrits - ou au moins des écrits qui leur étaient attribués - étaient toujours en circulation.
Il semble également avoir subi l'influence de la démarche d'Abu Hanifah, lequel interprétait parfois le Coran dans un sens symbolique et non littéral.

### Prescriptions
La volonté de ben David de revenir au texte biblique l'amena à durcir certaines prescriptions. Dans son « livre des préceptes » il maintient que tant qu'Israel est dans l'exil la chair des animaux domestiques est interdite. Ce précepte avait déjà été prêché avant Anan, le Talmud relatant qu'après la destruction du deuxième temple, certains ascètes (perushim) avaient cherché à interdire la viande et le vin parce qu'ils avaient été utilisés dans le rituel de temple.
À l'inverse, Anan ne reprit pas l'interdiction talmudique de mélanger le lait et la viande, mais l'interdiction de la chair des animaux domestiques rendit cette souplesse de peu d'objet.

### La science
Anan ben David, en contradiction avec des Karaïtes comme Daniel Al-Kumisi, a eu peu de respect pour la science, comme il est souvent montré dans son « livre des préceptes ». Il interdit l'utilisation de la médecine à cause du passage biblique « car je suis l’Éternel, qui te guérit » (Exode 15:26). Il décréta que l'astronomie, à l'époque mal différenciée de l'astrologie, était une forme de divination, laquelle est interdite par la bible. Ce faisant, il minait la base même du calendrier rabbinique.